# Hisashi Sakaguchi
Hisashi Sakaguchi (1945 – 1995) va ser un dibuixant de manga japonès. Va tenir la sort de començar treballant als estudis d'animació del considerat “Déu del manga”, Osamu Tezuka. Per a això, va haver de deixar l'escola als 17 anys, però va confessar que mai se'n va penedir. Com a assistent d'animador va col·laborar a sèries com Astroboy o Chopy i la princesa. El 1969 va decidir dedicar-se en exclusiva a la il·lustració i el còmic, però la fama va tardar a arribar-li. El 1984 publica Ishi no Hana, el seu primer èxit, al que seguirien Version el 1990 i l'aclamada Ikkyû, la imaginària biografia d'un monjo japonès al segle xiv.